# Premio Pluma
El Premio Pluma, en inglés Quill Award, fue un premio «impulsado por el consumidor con la intención de inspirar a la lectura y la promoción de la alfabetización». La Fundación Pluma, la organización detrás del Premio Pluma, fue apoyada por una serie de corporaciones de medios masivos de comunicación, incluyendo Reed Business Information, fundadores de Publishers Weekly, y NBC Universal Television Stations, junto con Parade, Borders, Barnes & Noble y la American Booksellers Association.
Reed Business Information anunció planes para disolver el programa de premios en febrero de 2008 y distribuir los fondos de la Fundación a las organizaciones no lucrativas como la First Book y la Literacy Partners. Reed se negó a dar las razones de la suspensión, pero los premios produjeron poco efecto en las ventas de libros, y las ceremonias por televisión fueron criticadas por ser demasiado largas y mal planificadas.